# 池田幸司 (歌手)
池田 幸司（いけだ こうじ、1965年8月6日 - ）は、主に1980年代中期頃に活動した日本の元歌手、シンガーソングライター。愛称及び別名義はCOJIE（コージ）。岡山県岡山市出身。田辺エージェンシー・キャニオン・レコードに所属していた。

## 来歴・人物
岡山県生まれ。3歳から5歳まで家の仕事の都合で、長崎の母の実家で育つ。小さい頃は「ポケットモンキー」とも言われたほど木登りが得意だったという。5歳の時からクラシックピアノを習い始め（本人曰く「押し付けられて」）、小学6年生までやっていた。その小学6年生の時にNHK-FMの『サウンドストリート』『軽音楽をあなたに』などを聴き始め、レオ・セイヤーの『When I Need You』を聴いて泣くなどして、それからクラシック・ピアノからポップスの世界へ入っていく。中学入学後、13歳の時からギターの弾き語りを始める。クラシック・ピアノを辞めたのは「ビートルズがすごいと思ったから」と話していたことがある。かぐや姫、さだまさし、アリスなどのフォークソングの曲を演奏しようと、ギターを独学する。少年時代は他人とは違うテクニックでの演奏を目指そうとして、毎日のようにハードロック、ブルース、ラグタイムなどの洋楽を聴きこんでいた。そしてふと邦楽に立ち返った高校1年生の秋にアルフィーのアルバム『讃集詩』に出会って「これだ!」と思い、これがきっかけでアルフィーが自分の“理想の音楽”だとして見つけたアーティストとなった。音楽の他には大藪春彦のハードボイルド小説や、片岡義男、村上春樹の小説が好きで、自分でも日頃からエッセイを書き溜めていたことがあった。また「三島由紀夫の生き方が好き」とも話していたことがある。
岡山県立岡山朝日高等学校に入学、高校では、音楽部、応援団に所属していた。高校入学後に自ら作曲を始める。この頃は殆んどピアノで作曲していた。一方でその高校生時代にニッポン放送のラジオ番組『坂崎幸之助のオールナイトニッポン』へ自分のはがきやデモテープを送り続け、同番組で名が売れるようになる。同番組ではアルフィーのミキサーの鈴木千春の名を借り「岡山の千春」を名乗っていた。
1983年1月、地元・倉敷駅でコンサートツアー移動中のアルフィーのメンバーらと直接出会い、自分の音楽論や意気込みなどを直接伝える機会を得る。ここで「面白い奴だ」と認められるなど、このユニークさと熱意、音楽的志向の強さにアルフィーのスタッフが強く反応し、アルフィーの他のスタッフらファミリーに紹介される。1983年3月、坂崎幸之助から直接ラジオを通じて「上京したら番組に出してあげよう」と発せられたメッセージを受け早速翌週に上京、番組で自己PRをするなど出演させてもらえたが、そこでスタッフから“プロ修業準備期間”を与えられるような形で「これから高校卒業までの1年間で何が出来るかやってみて、それからだ」といったことを言い渡される。そして地元・岡山に帰り早速ビートルズの全曲のコピーを始める。また一方ではピアノの特技を活かしてエルトン・ジョン、アルフィーを「誰にも負けないくらい」コピーした。同年8月10日に開催されたアルフィーの大阪城音楽堂でのライブにて前座で出演し「僕が岡山の千春です!」と自己紹介。大声援の中、アルフィーの『ロックンロール・ナイトショー』を歌う。同年12月23日、アマチュアとしては最後となったソロ・コンサートを岡山ビブレホールで行い、満員約500人の観客を動員、約200が入れなかったという盛況ぶりだった。
1984年3月の高校卒業後上京、メジャー・デビューに向けて「Cojie's Projectチーム」が結成される。同年9月21日、キャニオン・レコードよりシングル『BETTY, I LOVE YOU』でメジャー・デビューする。このデビュー曲はビートルズの『ミッシェル』、『ガール』に触発される形で制作したという。 
その後シングル4枚、布袋寅泰らがレコーディングに参加したアルバム『BOY'S STREET←→GIRL'S AVENUE』を発表。FM愛知のラジオ番組『池田幸司のトランジスター・ムーン』が1987年9月いっぱいで終了後、引退。

## ディスコグラフィー

### シングル
| 発売日        | レーベル   | 面 | タイトル              | 作詞                 | 作曲     | 編曲            | 備考                                                                   |
| ------------- | ---------- | -- | --------------------- | -------------------- | -------- | --------------- | ---------------------------------------------------------------------- |
| 1984年9月21日 | キャニオン | A  | BETTY, I LOVE YOU     | 池田幸司             | 池田幸司 | Cojie's Project | オリコンチャートで残る記録は、 最高96位、登場週数2週、売上枚数4000枚。 |
| 1984年9月21日 | キャニオン | B  | 君って…               | 池田幸司・秋元康     | 池田幸司 | Cojie's Project | オリコンチャートで残る記録は、 最高96位、登場週数2週、売上枚数4000枚。 |
| 1985年4月     | キャニオン | A  | 嘘だと言ってよステラ  | 池田幸司             | 池田幸司 | Cojie's Project |                                                                        |
| 1985年4月     | キャニオン | B  | たった1つのLove Story | 青木美恵子           | 池田幸司 | Cojie's Project |                                                                        |
| 1985年7月     | キャニオン | A  | まかせろ!ルーシー     | 池田幸司             | 池田幸司 | Cojie's Project |                                                                        |
| 1985年7月     | キャニオン | B  | さよならRiver side    | 池田幸司・青木美恵子 | 池田幸司 | Cojie's Project |                                                                        |
| 1986年1月21日 | キャニオン | A  | ネバーランドへいこう  | イノ・ブランシュ     | 池田幸司 | 佐久間正英      |                                                                        |
| 1986年1月21日 | キャニオン | B  | 走り出したコンバース  | 池田幸司             | 池田幸司 | 池田幸司        |                                                                        |

### アルバム
「BOY'S STREET←→GIRL'S AVENUE」（1985年11月21日）
1. Radioハ今夜12時ニ
作詞・作曲：池田幸司／編曲：池田幸司・佐久間正英
2. あいつとGood Luck
作詞：イノ・ブランシュ／作曲:池田幸司／編曲:佐久間正英
3. 9月のプールサイド/Princess At The Pool-side
作詞：イノ・ブランシュ／作曲:池田幸司／編曲:佐久間正英
4. ふたりの"J"
作詞・作曲：池田幸司／編曲：井上鑑
5. Gray -ボクと彼女と冬の日に-
作詞・作曲: 池田幸司／編曲：井上鑑
6. Stella #2～Lucy #2
作詞・作曲・編曲：池田幸司
7. なつかしき1985
作詞・作曲：池田幸司／編曲：井上鑑
8. WEST RIVER
作詞・作曲：池田幸司／編曲：井上鑑
9. 走り出したコンバース
作詞・作曲・編曲：池田幸司

#### 参加ミュージシャン
- ドラム：山木秀夫、そうる透、宮崎まさひろ、TOSHIHIKO TAKEDA
- ベース：高水健司、美久月千晴、ATSUMASA KAWABATA
- ギター：今剛、布袋寅泰、土方隆行
- キーボード：井上鑑、佐久間正英
- パーカッション：浜口茂外也
- バックボーカル：木戸やすひろ、比山貴咏史、RYO UMEMURA、北牧裕幸、TAKEO SUZUKI

### 楽曲提供
- 福永恵規「SWEET REVOLUTION」（1986年）- 作曲。アルバム『SPLASH』及びコンピレーション・アルバム『デビューアルバムに針を落として… おニャン子クラブ編』に収録。

## 出演

### ラジオ
- 幸司君のスタンバイOK! （ニッポン放送、木曜20:30 - 21:00、1984年10月11日〜1985年4月4日）
- 池田幸司のトランジスター・ムーン （FM愛知、木曜25:30 - 26:00、1987年9月まで）[3]
- ペパーミント・アベニュー（FM中九州）[3]